# セックスちゃん
『セックスちゃん』原作：五百田達成、ネーム：麻生羽呂、作画：さかもと麻乃による日本の漫画作品。2022年12月25日より、CLLENN（旧・GIGATOON Studio）のGG-COMICSレーベルの作品としてコミックシーモア・DMMブックスほかにて配信されている。単行本はジーオーティーより発売。
2023年8月21日（20日深夜）から10月23日（22日深夜）まで、朝日放送テレビにてテレビドラマが放送された。

## 制作
原作である五百田は2017年ごろからフィクションの創作を始めており、その際に友人である麻生に手法を習っていた。小説『セックスちゃん』をnoteなどで発表した数年後に麻生よりネームにしたいという申し出があり、それをTwitterにアップロードした結果CLLENN（旧・GIGATOON Studio）での連載につながった。
五百田が好きな小説である『コンビニ人間』を参考に、現代に生きる女性を、自身の心理カウンセラーとしての経験を踏まえて書いた内容となっている。ドラマ制作に例えると麻生が演出、さかもとが演技を担当しているような感じであり、2人がいいと思って変更した点については五百田は全面的に信頼している。

## 書誌情報
- 五百田達成（原作）・麻生羽呂（ネーム原作）・さかもと麻乃（作画） 『セックスちゃん』 ジーオーティー〈CITR COMICS〉、全3巻
  1. 2023年9月1日発売[7]、ISBN 978-4-8236-0520-8
  2. 2024年1月4日発売[8]、ISBN 978-4-8236-0606-9
  3. 2024年7月1日発売[9]、ISBN 978-4-8236-0693-9

## テレビドラマ
『●●ちゃん』（まるまるちゃん）のタイトルで、2023年8月21日（20日深夜）から10月23日（22日深夜）まで、朝日放送テレビ（関西ローカル）にて放送された。主演は増田有華、秋山ゆずき、大久保桜子。
朝日放送テレビ制作の連続ドラマを、DMM.comが運営する総合動画配信サービス「DMM TV」にて独占配信する共同企画の第2弾作品。

### キャスト

#### 主要人物
柏木史恵
演 - 増田有華
セックスを通じて相手のことを知りたいという好奇心が強い女性。セックスこそが「生きている証」と考える。
しかし、セフレたちが三十路を前に出世や結婚ではなれていったことから、「セフレ探し」を始める。
宮田貴子
演 - 秋山ゆずき
バリキャリ。史恵の同僚。高学歴女子とカテゴライズされることにうんざりしている。
吉村真湖
演 - 大久保桜子
受付嬢。不倫セックスにハマっている。
高橋彰吾
演 - 東啓介
ライター。史恵のセフレ候補で、彼女にプロポーズする。
実はセックスが大嫌いで、官能小説を女性に読んでもらい一人で励む性癖を持つ。
佐々木爽介
演 - 山下航平
アメリカのマサチューセッツ工科大学出身。前職はIT企業の開発エンジニア。
黒川国和
演 - 田村健太郎
真湖の会社の取引先の社員。

### スタッフ
- 原作 - 五百田達成、麻生羽呂、さかもと麻乃『セックスちゃん』（GIGATOON Studio）
- 企画・プロデュース - 清水一幸
- 脚本 - 福谷圭祐、女里山桃花、今井彩咲子
- 音楽 - 近谷直之
- 主題歌 - Chevon「ノックブーツ」（Chevon Records）
- 監督 - 塚本連平、多次見隼斗
- ナレーション - 小沢一敬（スピードワゴン）
- プロデューサー - 寺川真未、山本あづる（朝日放送テレビ）、倉田知奈（MMJ）
- 協力プロデューサー：神通勉（MMJ）
- 制作協力 - MMJ
- 制作著作 - 朝日放送テレビ

### 放送日程
| 章                       | 話数   | 放送日   | サブタイトル                           | 脚本                | 監督       |
| ------------------------ | ------ | -------- | -------------------------------------- | ------------------- | ---------- |
| 第1章 『セックスちゃん』 | 第1話  | 08月21日 | 私にとってセックスは、生きている証だ。 | 福谷圭祐            | 塚本連平   |
| 第1章 『セックスちゃん』 | 第2話  | 09月04日 | さようなら。ありがとうセックス!        | 福谷圭祐            | 塚本連平   |
| 第1章 『セックスちゃん』 | 第3話  | 09月11日 | セックスしない彼との婚約生活           | 福谷圭祐            | 塚本連平   |
| 第1章 『セックスちゃん』 | 第4話  | 09月18日 | 私と、セックスしませんか?              | 福谷圭祐            | 塚本連平   |
| 第2章 『高学歴ちゃん』   | 第5話  | 09月25日 | 高学歴だからイケない私                 | 女里山桃花          | 多次見隼斗 |
| 第2章 『高学歴ちゃん』   | 第6話  | 10月02日 | 運命の彼とならイケる…?                 | 女里山桃花          | 多次見隼斗 |
| 第3章 『不倫ちゃん』     | 第7話  | 10月16日 | 不倫こそが、私の性感帯だ。             | 福谷圭祐 今井彩咲子 | 塚本連平   |
| 第3章 『不倫ちゃん』     | 最終話 | 10月23日 | もっと幸せになってやる!                | 福谷圭祐 今井彩咲子 | 塚本連平   |

- 8月28日は「世界新体操スペイン・バレンシア2023 団体種目別決勝」放送に伴い、放送休止。
- 10月9日は「世界体操ベルギー・アントワープ2023 種目別決勝」放送に伴い、放送休止。

| 朝日放送テレビ 月曜 0:55 - 1:30         | 朝日放送テレビ 月曜 0:55 - 1:30       | 朝日放送テレビ 月曜 0:55 - 1:30                |
| 前番組                                  | 番組名                                | 次番組                                         |
| --------------------------------------- | ------------------------------------- | ---------------------------------------------- |
| サブスク彼女 （2023年5月8日 - 6月26日） | ●●ちゃん （2023年8月21日 - 10月23日） | こういうのがいい （2023年10月30日 - 12月18日） |